# GNU Go

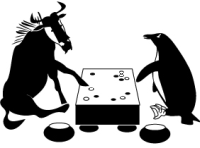
Uno de los logos de GNU Go

GNU Go es una aplicación libre de inteligencia artificial que juega al Go. Dado que el objetivo de los desarrolladores es crear un buen programa que juegue al Go, GNU Go tiene una interfaz gráfica muy elemental basada en ASCII. Sin embargo, hay otras aplicaciones que pueden usarse para dar una interfaz más amigable al usuario.
En las últimas versiones GNUGo juega bastante bien, llegando al nivel 9 kyu. Al ser software libre se ha portado a multitud de sistemas (Linux, Windows, MacOS, QNX, PDA...) incluso una versión no oficial para la consola Game Boy Advance.

## Características
- Modo 0 jugadores (el contra sí mismo), 1 jugador (jugando contra un jugador humano) y 2 jugadores (sirviendo como rudimentario tablero de go).
- Puede jugar perfectamente en varios tamaños del tablero de Go además del tratidicional 19x19.
- Soporta protocolos de comunicación (usado para la comunicación con los GUI): Go Módem Protocol and the Go Text Protocol
- Juego en línea.